# Emil Lindahl Persson
Emil Lindahl Persson, folkbokförd Emil Persson, född 3 juni 1972, är en svensk vänsterpartist som sedan 2015 är organisationschef för Vänsterpartiet.

## Biografi
Persson har varit aktiv inom Ung Vänster, och som förbundssekreterare för Elevorganisationen. Mellan 1995 och 1997 var han redaktör för KRUT (Kritisk Utbildningstidskrift). Åren 1999–2004 var han chefredaktör för oberoende socialistiska Flamman (tidigare Norrskensflamman).
År 2005 började han som webbredaktör vid Vänsterpartiet och blev 2009 kommunikationschef och senare även pressekreterare. År 2015 blev han organisationschef och säkerhetsansvarig för Vänsterpartiet.